# ABC (dziennik hiszpański)
Dziennik ABC – hiszpańska gazeta o zapatrywaniach konserwatywnych i monarchicznych. Została założona w Madrycie 1 stycznia 1903 r. przez Torcuato Luca de Tena y Álvarez-Ossorio. Początkowo wychodziła jako tygodnik, a od czerwca 1905 stała się dziennikiem.